# Apospasta verini
Apospasta verini là một loài bướm đêm trong họ Noctuidae.